# Кораблёв, Денис Павлович
Кораблев Денис Павлович (род. 1 февраля 1984, Кузнецк, Пензенская область) — российский легкоатлет, специализируется в беге на длинные дистанции. Мастер спорта России, выступает на профессиональном уровне с начала 2000-х годов, член сборной Ямало-Ненецкого автономного округа и сборной России (с 2015 года), многократный победитель и призёр международных и всероссийских соревнований по легкой атлетике - горному бегу и бегу по шоссе. Участник этапов Кубка мира по бегу на 50 км IAU 2012 года в Латвии (5 место) и 2014 года в Бельгии (5 место). Участник Чемпионата мира по горному бегу на длинной дистанции WMRA 2015 года в Швейцарии (40 место).
С 2009 года является исполнительным директором Региональной общественной организации «Федерация легкой атлетики Ямало-Ненецкого автономного округа».
Судья первой категории по легкой атлетике.

## Биография
Денис Кораблев родился 01 февраля 1984 года в городе Кузнецке, Пензенской области. Впоследствии еще в младенческом возрасте переехал с родителями на постоянное место жительства в г. Тарко-Сале, Пуровского района, Ямало-Ненецкого автономного округа, где в 2001 году окончил Тарко-Салинскую среднюю школу № 2.
Семь лет посвятил мини-футболу, где добился звания призёра Первенства ЯНАО среди юношей, прежде чем в 1999 году пришел в секцию легкой атлетики. Уже в 2001 году начал представлять регион на всероссийских соревнованиях под руководством тренера Хангельдиева Григория Александровича.
С 2015 года работает спортсменом-инструктором в СДЮШОР "Авангард" (г. Тарко-Сале).

## Образование
В 2006 году с отличием окончил Институт государства и праваТюменского государственного университета по специальности «Государственное и муниципальное управление», квалификация — «менеджер».
В 2013 году окончил магистратуру Института физической культуры и спорта Тюменского государственного университета по специальности «Менеджмент и экономика в сфере физической культуры и спорта», квалификация — «Магистр по направлению подготовки».
В 2022 году стал победителем стипендиальной программы «Содействие - Мастер спортивного администрирования» от Фонда поддержки олимпийцев России, в рамках которой в 2023 году окончил Российский Международный Олимпийский Университет (РМОУ) по специальности «Менеджмент в сфере физической культуры и спорта», квалификация — «Мастер спортивного администрирования».

## Спортивные достижения
В 2011 году выполнил норматив мастера спорта России по лёгкой атлетике, став в 2012 году первым в истории легкой атлетики Ямало-Ненецкого автономного округа обладателем этого звания в беговых дисциплинах. Многократный призер чемпионатов ЯНАО, Тюменской области и Уральского Федерального округа по легкой атлетике по бегу на 1500 метров, 3000 метров, полумарафону, кроссу, стипль-чезу и горному бегу.
Многократный призер всероссийских и международных соревнований по легкой атлетике, в том числе победитель марафона в Нови Саде (Сербия) (2014), международного забега на 50 км в Подгорице (Черногория) (2013), кроссового забега в Рованиеми (Финляндия) (2013), призер полумарафонов в Скопье (2012), Рейкьявике (2013), Нови Саде (2013) и Лимассоле (2015), двукратный победитель Сибирского международного марафона в Омске на дистанции 10 км (2018, 2019), победитель Международного марафона "Европа-Азия" в Екатеринбурге (2019) на дистанции 9 км, двукратный победитель Уральского регионального марафона (2013,2017) на дистанции 10 км, победитель Сочинского марафона на дистанции 10 км (2022), двукратный победитель Тобольского полумарафона (2016, 2019) и так далее.
Участник Чемпионата мира по трейлу Adidas Infinite Trails 2019 в Австрии (6 и 13 место в личном зачете и 10 место в командном зачете).
В 2017 году в составе сборной Ямало-Ненецкого автономного округа завоевал Кубок России в беге на 100 километров, заняв 6-е место в личном зачёте. Эта победа стала первым (в настоящее время единственным) в истории командным достижением такого уровня для легкой атлетики ЯНАО в дисциплине ультрамарафона.
Наибольших спортивных успехов достиг в дисциплине "горный бег". В составе сборной России принял участие в чемпионате мира по длинному горному бегу 2015 года в Швейцарии, где занял по итогу 40 место в личном первенстве и 9 место в командном зачете. В 2016 году в результате допингового скандала во Всероссийской Федерации легкой атлетики в числе других российских легкоатлетов был отстранён от участия в международных соревнованиях по легкой атлетике.
Несмотря на это с 2015 года стабильно попадал в семерку лучших на Чемпионате России по горному бегу на длинную дистанцию, а начиная с 2017 года по 2021 год не опускался ниже пятой позиции в итоговых протоколах. В 2018 году, являясь единственным представителем команды Ямало-Ненецкого автономного округа, занял 4-е место в личном зачёте на Чемпионате России по горному бегу на длинной дистанции, что принесло сборной округа первые в ее легкоатлетической истории бронзовые медали в командном зачете на национальных чемпионатах. 
Два года спустя, в 2020 году, впервые в истории Ямальской легкой атлетики её представитель стал вице-чемпионом России. Интересный факт, что отрыв от чемпиона составил всего 15 секунд, что является наименьшим отрывом за всю историю чемпионатов России по горному бегу на длинной дистанции. Денис также стал самым возрастным призёром национального первенства в длинном горном беге. В день старта ему было 36 лет 267 дней. В том же году стал победителем Гран-При России по горному бегу.
Личные рекорды: в марафоне - 2:22:46 (рекорд ЯНАО), в беге по шоссе 10 км - 30:42, в беге на 10000 метров - 31:21,18, в беге на 5000 метров - 15:18.18
Национальные достижения в личном зачете
- Победитель Гран-При России по горному бегу: 2020[21]
- Чемпионат России по горному бегу на длинную дистанцию: 2020[19]
- Кубок России по горному бегу (вверх): 2008[23]
- Кубок России по горному бегу (вверх): 2016[24]
- Кубок России по полумарафону: 2021[25]
- Кубок России по трейлу: 2023[5]

Национальные достижения в командном зачете в составе сборной ЯНАО
- Кубок России по бегу на 100 км (6 место в личном первенстве): 2017[26]
- Кубок России по горному бегу (вверх) (3 место в личном первенстве): 2016[24]
- Чемпионат России по горному бегу на длинную дистанцию (4 место в личном первенстве): 2018[5]
- Кубок России по горному бегу (вверх) (4 место в личном первенстве): 2017[5]
- Кубок России по горному бегу (вверх-вниз)(9 место в личном первенстве): 2018[5]
- Кубок России по марафону (6 место в личном первенстве): 2024[5]

Международные достижения
- Novi Sad Marathon 42,2 км (Сербия): 2014[27][9]
- Podgorički Ultramaraton 50 км (Черногория): 2013[10]
- Кроссовый забег на 10 км в Рованиеми (Финляндия): 2013[11]
- Reykjavík Marathon 21 км (Исландия): 2013[28]
- Skopje Marathon 21 км (Македония): 2012 [29]
- Novi Sad Halfmaraton 21 км (Сербия): 2013[30]
- Limassol Marathon 21 км (Кипр): 2015[31]

Национальные достижения в категории Masters
- Чемпионат России по бегу по шоссе 10 км (2): 2021[32], 2022[33]
- Чемпионат России по бегу по шоссе 10 км: 2020
- Чемпионат России 10 000 метров: 2023

## Профессиональная деятельность
С 2008 по 2010 год - заместитель исполнительного директора, эксперт УК «РАСТАМ» ООО «РАСТАМ-Бюджетные технологии» (Тюмень).
С 2010 по 2012 год - консультант Главы Тюменского муниципального района Администрации Тюменского муниципального района Тюменской области, присвоен классный чин референта муниципальной службы 2 класса. (Тюмень).
С 2012 по 2015 год - руководитель направления по развитию крупных IT-проектов в Управлении развития проекта «Информационное общество» в филиале в Тюменской и Курганской областях ПАО «Ростелеком». (Тюмень).

## Награды и звания
1. Мастер спорта России (Приказ Министерства спорта России от 27.08.2012 г. № 16-нг).
2. Памятная медаль МЧС России "Маршал Василий Чуйков" (Приказ МЧС России от 05.09.2016 № 291-К).
3. Юбилейная медаль, посвященная 100-летию образования государственного органа управления в сфере физической культуры и спорта (Приказ Министерства спорта России от 12.12.2023 № 451-Г).
4. Благодарственное письмо Районной Думы МО Пуровский район за высокое профессиональное мастерство, достигнутые успехи в сфере физической культуры и спорта в Пуровском районе (Решение от 23.03.2017 № 80).
5. Благодарственное письмо Думы Тюменской области за высокие спортивные достижения и значительный вклад в развитие физической культуры и спорта в Тюменской области.
6. Победитель регионального этапа в Ямало-Ненецком автономном округе и участник окружного финала пятого всероссийского конкурса управленцев «Лидеры России» в Уральском Федеральном округе 2023 года.
7. Пятикратный лауреат конкурса спортивная элита Пуровского района ЯНАО:
- в номинации «лучший спортсмен по олимпийским видам спорта» за 2008, 2012, 2020 гг. (Приказ Управления по физической культуре и спорту Пуровского района от 30.04.2009 № 87, от 12.03.2013 № 51, от 11.03.2021 № 77).
- в номинации «лучший спортсмен среди ветеранов спорта» за 2021 и 2022 годы. (Приказ Управления по физической культуре и спорту Пуровского района от 18.02.2022 № 49, от 13.03.2023 № 66).
8. Лауреат премии талантливой молодежи в Пуровском районе в номинации «Спортивные достижения. Любительский спорт» в 2014 году (Распоряжение Главы Пуровского района от 10 декабря 2014 г. № 233-РГ).

## Общественная деятельность
С 2012 по 2015 гг. являлся членом общественной молодежной палаты III и IV созывов при Тюменской областной Думе.
С 2009 года является исполнительным директором Региональной общественной организации «Федерация легкой атлетики Ямало-Ненецкого автономного округа».
С 2017 года учредитель и президент региональной общественной организации по развитию марафонского движения в Тюменской области.